# Burgstall Andorf (Dietenhofen)
Der Burgstall Andorf ist eine abgegangene mittelalterliche Höhenburg bei 415 m ü. NHN auf der bewaldeten Berghöhe „Burgstall“ etwa 350 Meter nordöstlich der Ortsmitte von Andorf, einem Gemeindeteil des Marktes Dietenhofen im Landkreis Ansbach in Bayern.
Von der Burganlage, die mit ihrem Überblick über das Biberttal vermutlich der Kontrolle der als Hochstraße verlaufenden Rothenburger Straße diente, zeugen nur noch geringe Reste. Ein Ortsadelsgeschlecht „von Anindorf“ wird nur in einer Urkunde aus dem Jahr 1234 erwähnt, in der König Heinrich VII. einen Streit zwischen dem Kloster Heilsbronn und der Witwe des Conrad von Anindorf schlichtete. Da der König selbst sich in diesen Zwist einschaltet, wird es sich bei den Andorfern um ein Reichsministerialengeschlecht gehandelt haben.